# Amat de Montsoriu
Amat (f. 1025), fue un noble catalán de la Edad Media, vizconde de Gerona.

## Biografía
Era hijo de Sunifredo de Gerona, de quien heredó el título del Vizcondado.

### Matrimonios y descendientes
Tuvo tres hijos:
- Arbert de Montsoriu, quien heredó el vizcondado.
- Ermesenda de Montsoriu, quien se casó con Giraldo I de Cabrera, señor de Cabrera.
- Sicardis de Montsoriu, quien se casó con Umberto de Sesagudes, barón de Montseny.